# Višeslav Sarić
Višeslav Sarić, född 3 februari 1977 i Split, är en kroatisk vattenpolospelare. Han ingick i Kroatiens landslag vid olympiska sommarspelen 2000. 
Sarić gjorde fyra mål i OS i Sydney där det kroatiska landslaget slutade på en sjundeplats. Sarić tog EM-silver 1999 i Florens.